# BWF International Series 2015
Die BWF International Series 2015 war die neunte Auflage der BWF International Series im Badminton.

## Turniere und Sieger
| Veranstaltung           | Herreneinzel                  | Dameneinzel              | Herrendoppel                                 | Damendoppel                                   | Mixed                                     |
| ----------------------- | ----------------------------- | ------------------------ | -------------------------------------------- | --------------------------------------------- | ----------------------------------------- |
| Estland                 | Anton Kaisti                  | Olga Golovanova          | Laurent Constantin Matthieu Lo Ying Ping     | Victoria Dergunova Olga Morozova              | Kasper Antonsen Amanda Madsen             |
| Iceland                 | Milan Ludík                   | Mette Poulsen            | Martin Campbell Patrick MacHugh              | Lena Grebak Maria Helsbøl                     | Nicklas Mathiasen Cecilie Bjergen         |
| Uganda                  | Jacob Maliekal                | Ebru Yazgan              | Pavel Florián Ondřej Kopřiva                 | Siki Reddy Poorvisha Ram                      | Tarun Kona Siki Reddy                     |
| Peru                    | Kevin Cordón                  | Cemre Fere               | Emre Vural Sinan Zorlu                       | Lohaynny Vicente Luana Vicente                | Mario Cuba Katherine Winder               |
| Portugal                | Kazumasa Sakai                | Sayaka Takahashi         | Peter Briggs Tom Wolfenden                   | Ayane Kurihara Naru Shinoya                   | Filip Michael Duwall Myhren Emma Wengberg |
| Rumänien                | Adi Pratama                   | Lianne Tan               | Zvonimir Đurkinjak Zvonimir Hölbling         | Chloe Birch Jenny Wallwork                    | Tarun Kona Siki Reddy                     |
| Jamaica                 | Martin Giuffre                | Ebru Tunalı              | Jonathan Solís Rodolfo Ramírez               | Cemre Fere Ebru Tunalı                        | Ramazan Öztürk Neslihan Kılıç             |
| Kuba                    | Osleni Guerrero               | Ebru Tunalı              | Giovanni Greco Rosario Maddaloni             | Cemre Fere Ebru Yazgan                        | Mario Cuba Katherine Winder               |
| Kroatien                | Eric Pang                     | Elena Komendrovskaja     | Peter Briggs Tom Wolfenden                   | Maiken Fruergaard Camilla Martens             | Zvonimir Đurkinjak Matea Čiča             |
| Indonesien              | Wisnu Yuli Prasetyo           | Fitriani                 | Fajar Alfian Muhammad Rian Ardianto          | Gebby Ristiyani Imawan Tiara Rosalia Nuraidah | Irfan Fadhilah Weni Anggraini             |
| Chile                   | Osleni Guerrero               | Laura Sárosi             | Job Castillo Lino Muñoz                      | Lohaynny Vicente Luana Vicente                | Mario Cuba Katherine Winder               |
| Niederlande             | Anders Antonsen               | Lianne Tan               | Kasper Antonsen Oliver Babic                 | Gayle Mahulette Cheryl Seinen                 | Kasper Antonsen Amanda Madsen             |
| Griechenland            | Fabian Roth                   | Fontaine Chapman         | Miłosz Bochat Paweł Pietryja                 | Steffi Annys Flore Vandenhoucke               | Ilya Zdanov Tatjana Bibik                 |
| Israel                  | Sam Parsons                   | Zuzana Pavelková         | Alexander Bass Daniel Chislov                | Alina Pugach Yuval Pugach                     | Ariel Shainski Krestina Silich            |
| Thailand                | Andre Marteen                 | Supanida Katethong       | Wannawat Ampunsuwan Tinn Isriyanet           | Supanida Katethong Panjarat Pransopon         | Parinyawat Thongnuam Phataimas Muenwong   |
| Slowenien               | Dmytro Zavadsky               | Mariya Ulitina           | Zvonimir Đurkinjak Zvonimir Hölbling         | Linda Efler Lara Käpplein                     | Bastian Kersaudy Léa Palermo              |
| Trinidad und Tobago     | Martin Giuffre                | Elisabeth Baldauf        | Luis Ramón Garrido Lino Muñoz                | Haramara Gaitan Sabrina Solis                 | David Obernosterer Elisabeth Baldauf      |
| Dominikanische Republik | David Obernosterer            | Elisabeth Baldauf        | Job Castillo Lino Muñoz                      | Katherine Winder Luz María Zornoza            | David Obernosterer Elisabeth Baldauf      |
| Mauritius               | Kevin Cordón                  | Nanna Vainio             | Shlok Ramchandran Sanyam Shukla              | Negin Amiripour Soraya Aghaei Hajiagha        | Andries Malan Jennifer Fry                |
| Kenia                   | nicht ausgetragen             | nicht ausgetragen        | nicht ausgetragen                            | nicht ausgetragen                             | nicht ausgetragen                         |
| Kasachstan              | Vladimir Malkov               | Evgeniya Kosetskaya      | Lim Ming Chuen Ong Wei Khoon                 | Tatjana Bibik Ksenia Polikarpova              | Anatoliy Yartsev Evgeniya Kosetskaya      |
| Bulgarien               | Raul Must                     | Natalia Koch Rohde       | Jordan Corvée Julien Maio                    | Lê Thu Huyền Phạm Như Thảo                    | Đỗ Tuấn Đức Phạm Như Thảo                 |
| Singapur                | Iskandar Zulkarnain Zainuddin | Gregoria Mariska Tunjung | Terry Hee Loh Kean Hean                      | Apriani Jauza Fadhila Sugiarto                | Hafiz Faizal Shella Devi Aulia            |
| Türkei                  | Yuhan Tan                     | Kati Tolmoff             | Gergely Krausz Tovannakasem Samatcha         | Kader İnal Fatma Nur Yavuz                    | Melih Turgut Fatma Nur Yavuz              |
| Mexiko                  | Ernesto Velazquez             | Telma Santos             | Job Castillo Lino Muñoz                      | Lohaynny Vicente Luana Vicente                | David Obernosterer Elisabeth Baldauf      |
| Neuseeland              | Lu Chia-hung                  | Lee Chia-hsin            | Darren Isaac Devadass Vountus Indra Mawan    | Setyana Mapasa Gronya Somerville              | Lee Chia-han Lee Chia-hsin                |
| Australien              | Lu Chia-hung                  | Julia Wong Pei Xian      | Darren Isaac Devadass Vountus Indra Mawan    | Setyana Mapasa Gronya Somerville              | Robin Middleton Leanne Choo               |
| Polen                   | Iskandar Zulkarnain Zainuddin | Ho Yen Mei               | Kasper Antonsen Niclas Nøhr                  | Clara Nistad Emma Wengberg                    | Kasper Antonsen Amanda Madsen             |
| Mongolei                | Lee Cheol-ho                  | Lim Soo-bin              | Kim Dae-sung Kim Young-sun                   | Kang Ga-ae Lee Ja-yeong                       | Kim Young-sun Lee Ja-yeong                |
| Kolumbien               | Bjorn Seguin                  | Jeanine Cicognini        | Daniel Paiola Alex Tjong                     | Ana Paula Campos Fabiana Silva                | Alex Tjong Fabiana Silva                  |
| Vietnam                 | Krishna Adi Nugraha           | Goh Jin Wei              | Hardianto Kenas Adi Haryanto                 | Gebby Ristiyani Imawan Tiara Rosalia Nuraidah | Rian Swastedian Masita Mahmudin           |
| Nigeria                 | Howard Shu                    | Grace Gabriel            | Emre Vural Sinan Zorlu                       | Cemre Fere Ebru Yazgan                        | Olorunfemi Elewa Susan Ideh               |
| Äthiopien               | Misha Zilberman               | Cemre Fere               | Andries Malan Willem Viljoen                 | Cemre Fere Ebru Yazgan                        | Ahmed Salah Menna Eltanany                |
| Argentinien             | Bjorn Seguin                  | Elisabeth Baldauf        | Job Castillo Lino Muñoz                      | Haramara Gaitan Sabrina Solis                 | David Obernosterer Elisabeth Baldauf      |
| Brasilien               | Ygor Coelho                   | Laura Sárosi             | Job Castillo Lino Muñoz                      | Lohaynny Vicente Luana Vicente                | Hugo Arthruso Fabiana Silva               |
| Neukaledonien           | Howard Shu                    | Jeanine Cicognini        | Anthony Joe Pit Seng Low                     | Johanna Kou Maria Masinipeni                  | Shane Masinipeni Maria Masinipeni         |
| Bahrain                 | Sameer Verma                  | Yang Li Lian             | Tan Wee Tat Tan Yip Jiun                     | Poorvisha Ram Arathi Sara Sunil               | Tan Yip Jiun Yang Li Lian                 |
| Ungarn                  | Kalle Koljonen                | Aprilia Yuswandari       | Martin Campbell Patrick MacHugh              | Cheah Yee See Chin Kah Mun                    | Chris Coles Victoria Williams             |
| Puerto Rico             | Kevin Cordón                  | Laura Sárosi             | Job Castillo Lino Muñoz                      | Haramara Gaitan Sabrina Solis                 | Alex Tjong Lohaynny Vicente               |
| Suriname                | Osleni Guerrero               | Telma Santos             | Job Castillo Lino Muñoz                      | Haramara Gaitan Sabrina Solis                 | Jonathan Persson Ana Paula Campos         |
| Norwegen                | Marius Myhre                  | Sofie Holmboe Dahl       | Søren Gravholt Nikolaj Overgaard             | Setyana Mapasa Gronya Somerville              | Sawan Serasinghe Setyana Mapasa           |
| Finnland                | Steffen Rasmussen             | Febby Angguni            | Nikita Khakimov Vasily Kuznetsov             | Clara Nistad Emma Wengberg                    | Filip Michael Duwall Myhren Emma Wengberg |
| Sambia                  | Vatannejad-Soroush Eskandari  | Kate Foo Kune            | Andries Malan Willem Viljoen                 | Nadine Ashraf Menna Eltanany                  | Abdelrahman Kashkal Hadia Hosny           |
| Südafrika               | Howard Shu                    | Telma Santos             | Vatannejad-Soroush Eskandari Farzin Khanjani | Cemre Fere Ebru Yazgan                        | Andries Malan Jennifer Fry                |
| Botswana                | Howard Shu                    | Laura Sárosi             | Andries Malan Willem Viljoen                 | Grace Gabriel Ogar Siamupangila               | Abdelrahman Kashkal Hadia Hosny           |